# Picarreau
Picarreau ist eine Gemeinde im französischen Département Jura in der Region Bourgogne-Franche-Comté.

## Geographie
Picarreau liegt auf 545 m, etwa 17 Kilometer nordöstlich der Stadt Lons-le-Saunier (Luftlinie). Das Dorf erstreckt sich im Jura, im zentralen Teil des Plateau Lédonien (erstes Juraplateau), zwischen den Erosionstälern der Seille (Cirque de Ladoye) im Westen und dem Höhenzug der Côte de l’Heute im Osten.
Die Fläche des 8,96 km² großen Gemeindegebiets umfasst einen Abschnitt des französischen Juras. Das gesamte Gebiet wird von der Ebene des Plateau Lédonien eingenommen, die durchschnittlich auf 540 m liegt und teils von Acker- und Wiesland, teils von Wald bestanden ist. Das Plateau besitzt keine oberirdischen Fließgewässer, weil das Niederschlagswasser im verkarsteten Untergrund versickert. Nach Osten erstreckt sich das Gemeindeareal über die ausgedehnten Wälder Bois du Fuatelet und Bois du Dos à l’Âne bis zum Kamm der Côte de l’Heute. Hier wird mit 628 m die höchste Erhebung von Picarreau erreicht.
Nachbargemeinden von Picarreau sind Le Fied und Poligny im Norden, Besain und Crotenay im Osten, Bonnefontaine im Süden sowie Fay-en-Montagne im Westen.

## Geschichte
Das Gemeindegebiet von Picarreau war schon sehr früh besiedelt. Nahe beim Dorf führte ein römischer Verkehrsweg vorbei, der als Handelsweg die damaligen Siedlungen bei Poligny und Villards-d’Héria verband. Auf dem Areal wurden auch mehrere römische Brunnen entdeckt. Der mittelalterliche Ortsname Puis-Carréal wandelte sich im Lauf der Zeit über Puiscarraul zum heutigen Picarreau. Zusammen mit der Franche-Comté gelangte das Dorf mit dem Frieden von Nimwegen 1678 an Frankreich.

## Sehenswürdigkeiten
Die Dorfkirche von Picarreau wurde 1809 eingeweiht. Am östlichen Dorfausgang steht eine Statue der Heiligen Jungfrau, die 1920 errichtet wurde, weil das Dorf im Ersten Weltkrieg von den deutschen Truppen verschont worden war.

## Bevölkerung
| Jahr                       | 1962 | 1968 | 1975 | 1982 | 1990 | 1999 | 2004 | 2017 |
| Einwohner                  | 132  | 105  | 93   | 84   | 81   | 87   | 83   | 101  |
| Quellen: Cassini und INSEE |      |      |      |      |      |      |      |      |

Mit 101 Einwohnern (Stand 1. Januar 2022) gehört Picarreau zu den kleinsten Gemeinden des Départements Jura. Nachdem die Einwohnerzahl in der ersten Hälfte des 20. Jahrhunderts markant abgenommen hatte (1886 wurden noch 234 Personen gezählt), wurden seit Mitte der 1970er Jahre nur noch relativ geringe Schwankungen verzeichnet.

## Wirtschaft und Infrastruktur
Picarreau war bis weit ins 20. Jahrhundert hinein ein vorwiegend durch die Landwirtschaft und die Forstwirtschaft geprägtes Dorf. Daneben gibt es heute einige Betriebe des lokalen Kleingewerbes. Mittlerweile hat sich das Dorf auch zu einer Wohngemeinde gewandelt. Viele Erwerbstätige sind Wegpendler, die in den größeren Ortschaften der Umgebung ihrer Arbeit nachgehen.
Die Ortschaft liegt abseits der größeren Durchgangsstraßen an einer Departementsstraße (Route départementale D5 (39), auch: RD5 (39)), die von Voiteur via Crotenay nach Champagnole führt. Weitere Straßenverbindungen bestehen mit Besain, Fay-en-Montagne und Bonnefontaine.